# Castilleja nivea
Castilleja nivea là loài thực vật có hoa thuộc họ Cỏ chổi. Loài này được Pennell & Ownbey mô tả khoa học đầu tiên năm 1950.